# Красноярський провулок (Київ)
Красноя́рський прову́лок — зниклий провулок, що існував у Дніпровському районі міста Києва, місцевість Куликове. Пролягав від вулиці Едуарда Вільде до вулиці Остафія Дашкевича.

## Історія
Виник у середині ХХ століття під назвою Нова вулиця. Назву Красноярський провулок набув 1958 року.
Ліквідований 1977 року у зв'язку зі знесенням старої забудови колишнього селища Куликове та частковим переплануванням місцевості.